# Margaret Singana
Margaret Singana, geboren als Margaret M'cingana (* 1938 in Queenstown; † 22. April 2000), war eine südafrikanische Sängerin, die im südlichen Afrika als Lady Africa bekannt ist.

## Leben und Werk
Margaret Singana wurde 1938 in Queenstown in der heutigen Provinz Eastern Cape geboren. Sie arbeitete in den 1950er Jahren als Hausangestellte in Johannesburg, wo einer ihrer Arbeitgeber ihr Gesangstalent entdeckte. Im Jahr 1972 nahm sie Good Feelings mit ihrer Band auf und wurde die erste schwarze Künstlerin, die es in die niederländische Radio-5-Hitparade schaffte. Ihr Lied I Never Loved a Man the Way I Loved You wurde ein Hit.
Sie war außerdem Musical-Sängerin. Die ersten Auftritte hatte sie in Sponono von Alan Paton und Sikalo von Gibson Kente. 1974 wurde Margaret Singana Leadsängerin im Musical The Warrior von Bertha Egnos und Gail Lakier. Die Band, welche für die Musik in dem Stück verantwortlich war, wurde mit „Ipi ’N Tombia featuring Margaret Singana“ angekündigt, so dass dieses Musical als Ipi Tombi (deutsch etwa: „Junges Mädchen“) bekannt wurde. Es wurde in Südafrika und international ein Erfolg. Die bekanntesten Lieder aus Ipi Tombi sind The Warrior, Mama Tembu’s Wedding und Ipi Tombi.
Nach einem Schlaganfall 1978 litt Margaret Singana unter ihrer schlechten Gesundheit. Im Jahr 1986 hatte sie allerdings mit We are Growing, dem Titelsong der Fernsehserie Shaka Zulu, noch einmal einen internationalen Hit, der es 1989 bis auf Platz 1 der niederländischen Charts brachte.

## Auszeichnungen
Für ihr Werk erhielt Margaret Singana viele Preise und Auszeichnungen, darunter den Critic Award 1976/1977 der britischen Musikzeitschrift Music Week.

## Diskografie
- 1973 The Warrior – Ipi ’N Tombia
- 1974 Lady Africa
- 1975 Love Is the Power
- 1976 Where Is the Love
- 1976 Gold
- 1977 Tribal Fence
- 1977 Croak and a Grunt In the Night – Rabbitt
- 1979 Hamba Bakhile
- 1981 Nothing to Fear
- 1984 Isiphiwo Sam (My Gift)
- 1986 We are Growing – Shaka Zulu (Soundtrack)
- 1994 The Julian Laxton Collection – Julian Laxton
- 1996 Lady Africa (1996) Kompilation, unterschiedlich zum gleichnamigen Album von 1974